# Barbarijse slavenhandel

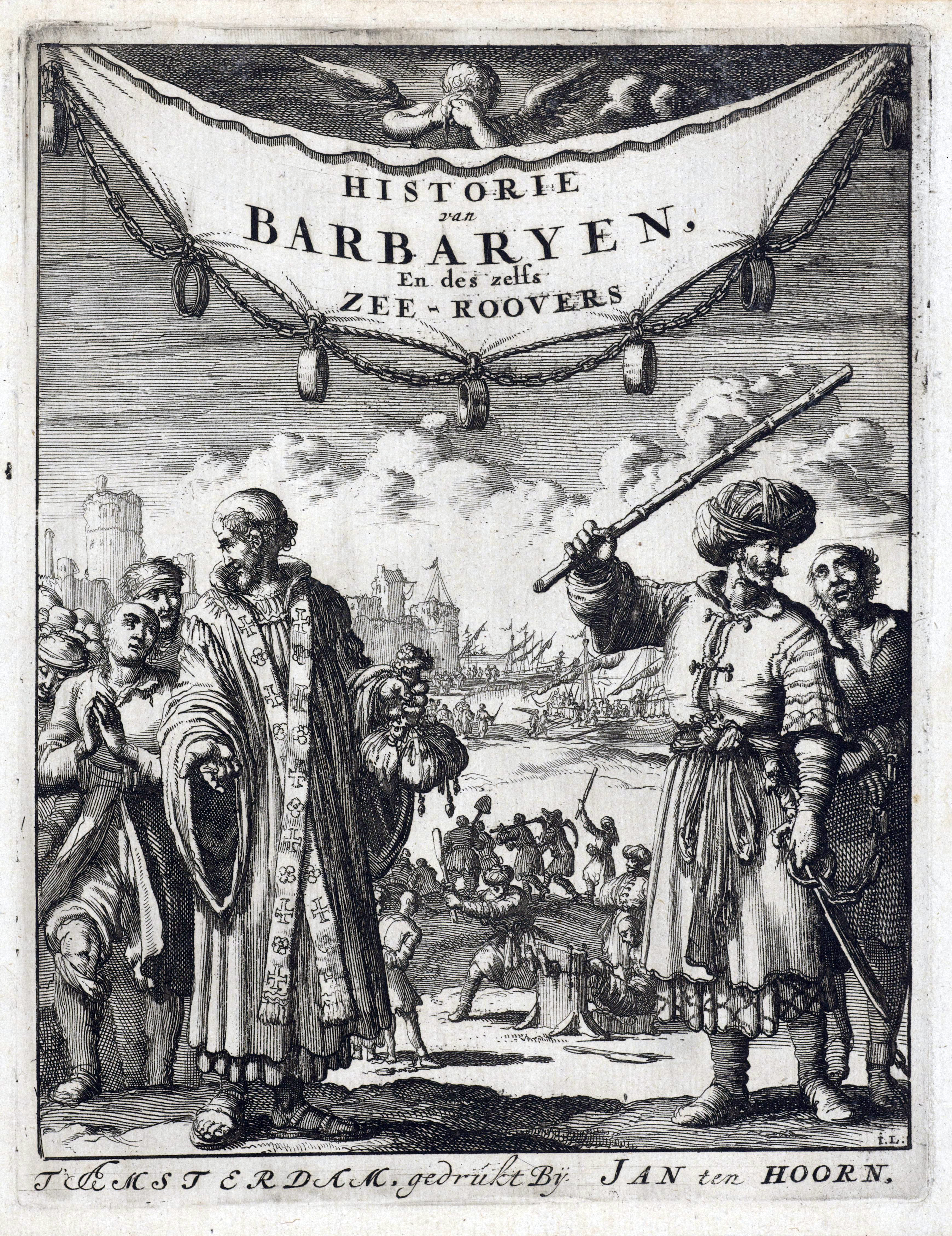
Een christelijke geestelijke onderhandelt over de vrijkoop van slaven, Jan Luyken, 1684

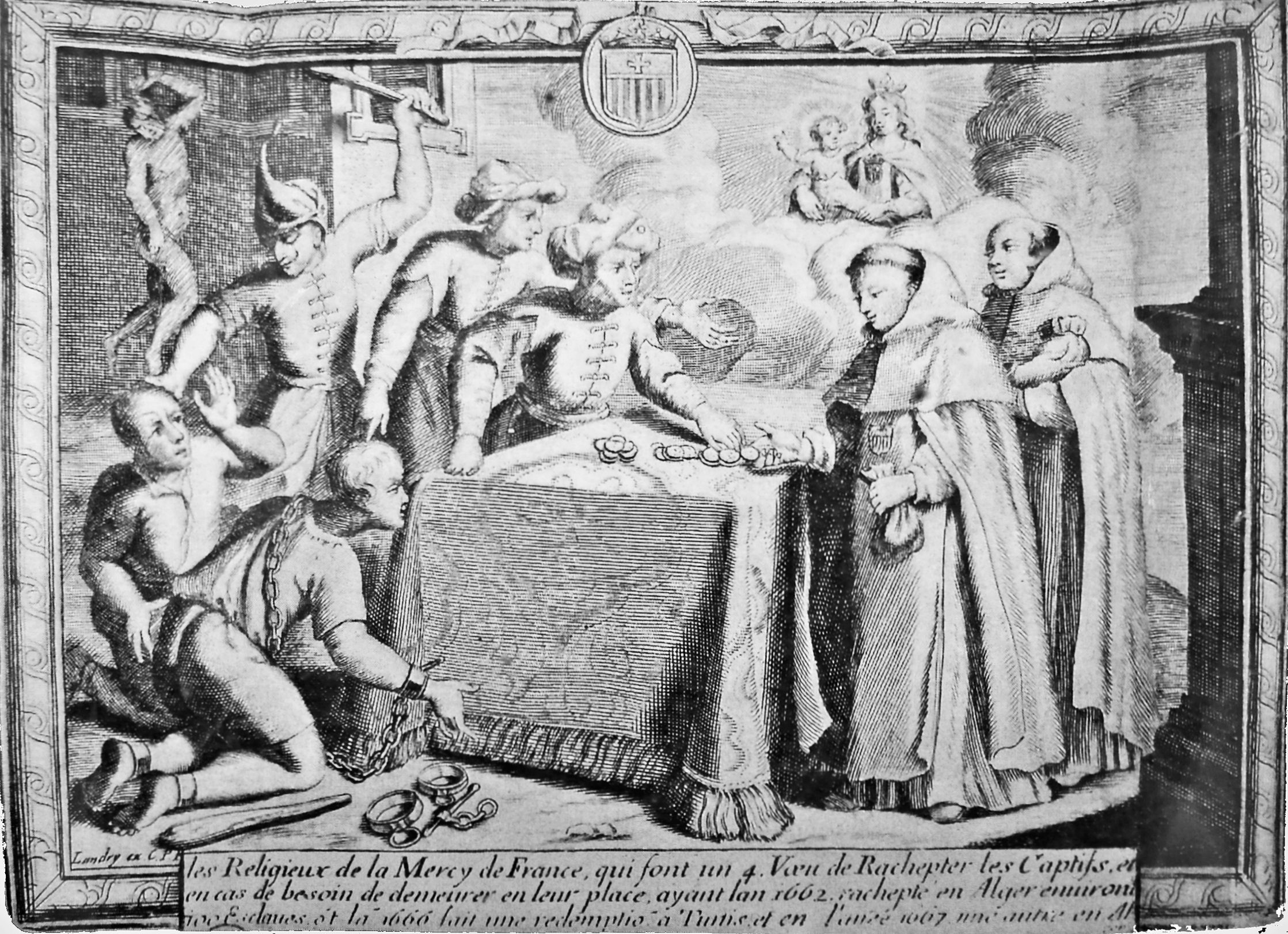
Het terugkopen van christenen in Barabarijse landen door katholieke monniken

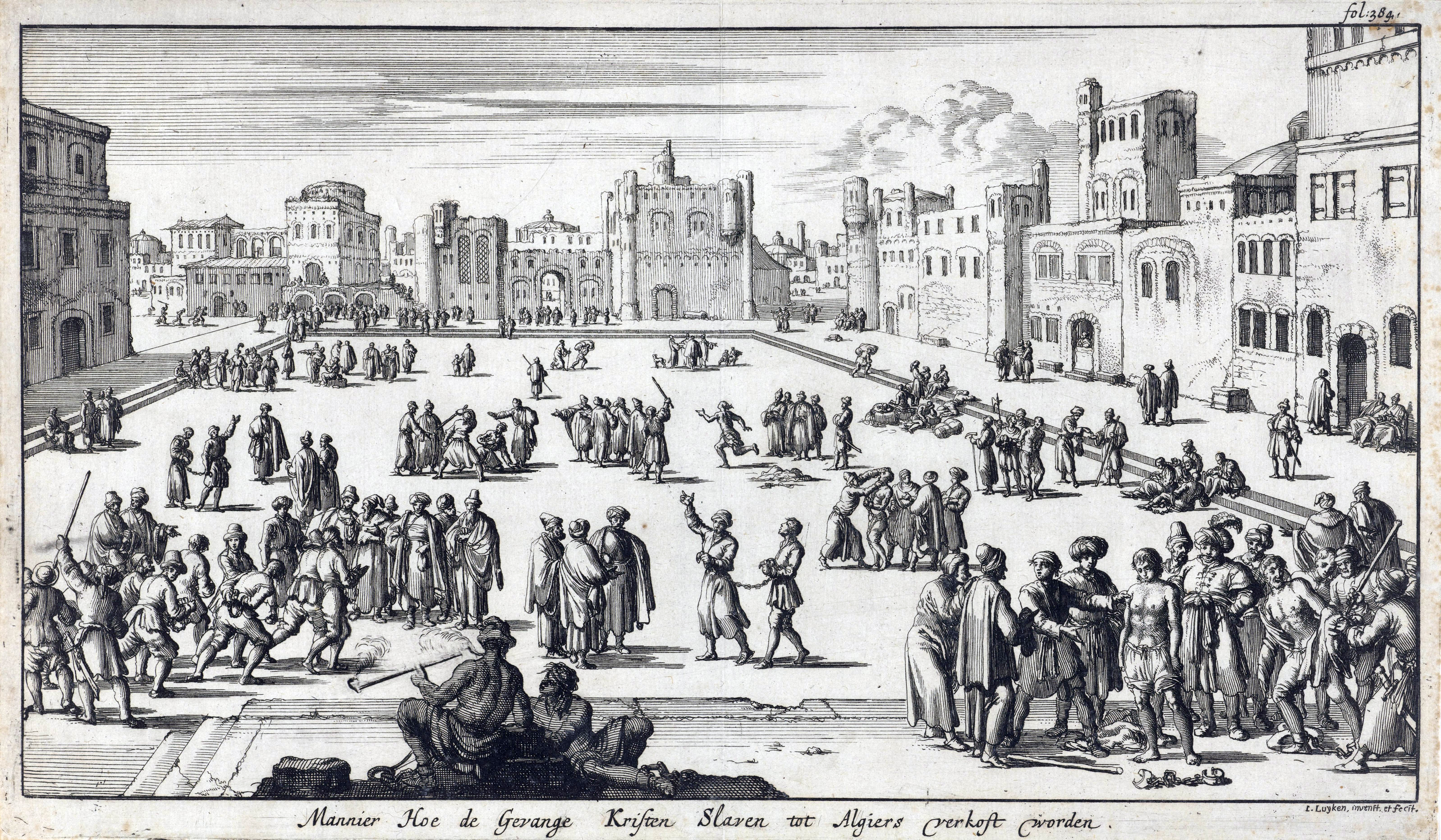
Christelijke gevangenen worden op een plein te Algiers als slaaf verkocht, Jan Luyken, 1684

Barbarijse slavenhandel was de handel in slaven van de 16e tot in de 19e eeuw in gebieden aan de Barbarijse kust van Noord-Afrika. Het betrof het sultanaat Marokko en plaatsen in het latere Algerije, Tunesië en het westelijk deel van Libië.
Het westelijke deel van de Barbarijse gebieden viel onder de heerschappij van de Marokkaanse dynastieën en het oostelijke deel van de Barbarijse gebieden viel onder de heerschappij van het Ottomaanse Rijk, maar genoot officieus een grote autonomie. Op de slavenmarkten aldaar werd gehandeld in uit Europa en Sub-Saharaans Afrika geroofde mensen. Er werd geen onderscheid gemaakt naar ras of religie; slaven in Noord-Afrika konden zwart zijn, bruin of blank; christen, Jood of moslim. De Europese slachtoffers werden aangevoerd door piraten vanuit de kustplaatsen van Italië, Spanje, Portugal, Frankrijk, Nederland, Engeland, Ierland tot zelfs IJsland toe. Mannen, vrouwen en kinderen werden gevangengenomen in zulke mate dat sommige kuststreken ontvolkt werden.
De Barbarijse slavenhandel bloeide in dezelfde tijd dat ook de trans-Atlantische slavenhandel vanuit Afrika economisch van groot belang was. De context van de slavenhandel in Barbarije was eerder vaak de eeuwenoude christen-moslimvete. Moslims veroverden, martelden, en executeerden christenen of maakten ze tot slaaf; christenen deden precies hetzelfde. Een verschil was dat de moslims meestal toestonden dat joden en christenen hun religie behielden, terwijl door christenen in het algemeen werd verlangd dat hun gevangenen kozen tussen zich bekeren of sterven. Een aanzienlijk deel van de Barbarijse zeerovers dat actief was als slavenhaler was in feite Engels, Hollands, Grieks of Italiaans. Het waren zogenoemde 'renegaten' die zich tot de islam hadden bekeerd.
Volgens de Amerikaanse historicus Robert C. Davis zijn naar schatting tussen 1530 en 1780 tussen de 1.000.000 en 1.250.000 Europese slaven verhandeld. Deze aantallen zijn gebaseerd op schattingen en aannames, maar ook andere historici noemen een aantal van 1 miljoen plausibel. Na de Barbarijse oorlogen verloren de Noord-Afrikaanse slavenmarkten snel aan belang. De Franse verovering van Algerije in de jaren 1830 maakte definitief een einde aan handel in Europese slaven.

## Oorsprong
Sinds de oudheid bestond er al slavenhandel in Noord-Afrika. Dwars door de Sahara liepen routes waarlangs de Afrikaanse slaven werden aangevoerd. In de Romeinse tijd waren er steden die bekendstonden om hun slavenmarkten en dat bleef tot de middeleeuwen zo. De invloed van de Barbarijse kuststreek nam in de 15e eeuw echter toe toen het Ottomaanse Rijk de heerschappij overnam. Hiermee gepaard ging de immigratie van Moorse vluchtelingen, die na de herovering van het Iberische schiereiland door christenen de wijk namen naar Barbarije. Mede dankzij de Ottomaanse bescherming en de aanwezigheid van berooide immigranten, kreeg de Noord-Afrikaanse kustlijn al snel een beruchte reputatie wegens piraterij. Van de overmeesterde schepen werd de bemanning ofwel als slaaf verkocht, ofwel als gijzelaar in hechtenis genomen met de bedoeling er losgeld voor te vragen.

## De opkomst van de Barbarijse piraten
Na een opstand in het midden van de 17e eeuw verwaterde de invloed van de regerende Ottomaanse pasja's tot weinig meer dan het zijn van boegbeelden in de regio. In de praktijk betekende dit dat steden als Tripoli, Algiers en Tunis behalve in naam in principe onafhankelijk werden. Zonder een grote centrale autoriteit met wetgeving begonnen de piraten al snel veel invloed te krijgen. Aanvallen van piraten om slaven te roven vond plaats in steden en dorpen langs de Afrikaans Atlantische kust, maar ook in Europa. Verslagen van Barbarijse invallen en ontvoeringen van inwoners uit Italië, Spanje, Frankrijk, Portugal, Engeland, Ierland, Schotland tot in het noordelijke IJsland toe zijn er vanaf de 16de tot de 19de eeuw. Er wordt geschat dat Barbarijse piraten in deze periode tussen 1.000.000 en 1.250.000 Europeanen ontvoerden en als slaven verkochten op de markten in Afrika. Enkelen getuigden van hun wedervaren in druk, zoals de Bruggeling Aranda. Tot de beroemde verslagen van Barbarijse slavenhandel behoort het relaas in het dagboek van Samuel Pepys en een aanval op het Ierse kustplaatsje Baltimore, waar piraten op 20 juni 1631 de hele bevolking ontvoerden. Dergelijke aanvallen waren in het mediterrane gebied zo veelvuldig en verwoestend, dat de kustlijn tussen Venetië en Málaga leed onder ontvolking en nieuwe nederzettingen ernstig werden ontraden. De macht en invloed van deze piraten was zo groot, dat zelfs een land als de Verenigde Staten hulde bracht aan de daders om zo aanvallen af te wenden.

## Neergang
In het begin van de 19e eeuw was de maat echter vol en wonnen de Verenigde Staten samen met enkele Europese landen de Eerste Barbarijse Oorlog (1801-1805) en de Tweede Barbarijse Oorlog (1815). De bombardementen op Algiers door de Engels-Nederlandse vloot in 1816 bracht grote schade aan de piratenvloot. De dey van Algiers zag zich nu genoodzaakt akkoord te gaan met de gestelde voorwaarden, waaronder het stoppen met de praktijk om christenen tot slaaf te maken. De handel in niet-Europese slaven uit West-Afrika ging evenwel onverminderd voort.
Na deze periode van formele vijandelijkheid met Europese en Amerikaanse machten begon de neergang van Barbarije. Nadat de Barbarijse piraten het akkoord opnieuw schonden volgde er nog een Britse aanval op Algiers in 1824. Ten slotte viel Frankrijk in 1830 Algerije binnen en plaatste het onder koloniaal bewind. Tunesië volgde in 1881. Tripolitanië (Libië) kwam in 1835 opnieuw onder Ottomaans bewind.
De slavenhandel aan de Barbarijse kust hield ten slotte op nadat Europese regeringen wetten aannamen die de slavernij verboden.